# Ferdows
Ferdows (ferdos; فردوس en persa) es una ciudad de 32 962 habitantes en la provincia de Jorasán del Sur, al este de Irán.